# IC 1581
IC 1581 је спирална галаксија у сазвјежђу Вајар која се налази на листи објеката дубоког неба у Индекс каталогу.
Деклинација објекта је - 25° 55' 10" а ректасцензија 0h 45m 46,4s. Привидна величина (магнитуда) објекта IC 1581 износи 15,4 а фотографска магнитуда 16,2. IC 1581 је још познат и под ознакама ESO 474-23, PGC 2676.